# Ron Wyden
Ron Wyden (Wichita, Kansas, 3 de mayo de 1949) es un político estadounidense que ejerce el mandato de senador por el estado de Oregón desde 1996. Es miembro del partido Demócrata.

## Posiciones Políticas
Aborto
Wyden apoya el aborto legal. Casi cada año, Wyden ha mantenido una calificación del 100 por ciento o cercana a ella con grupos a favor del derecho a decidir: NARAL Pro-Choice America, Planned Parenthood, y la Asociación Nacional de Planificación Familiar y Salud Reproductiva, y una calificación de 0 por ciento o cerca de ella del grupo provida: el Comité Nacional del Derecho a la Vida. Wyden votó en contra de la Partial-Birth Abortion Ban Act.
Armas de fuego
Wyden ha sido un defensor del control de armas. Votó en contra de limitar las demandas en contra de los fabricantes de armas y ha votado a favor de aumentar la revisión de antecedentes. Wyden también votó a favor de renovar la prohibición federal de armas de asalto.
En octubre de 2015, fue uno de los demócratas del Senado que dio a conocer una nueva campaña de control de armas tras el tiroteo en el Umpqua Community College. Wyden dijo que las tres áreas en las que los senadores se estaban enfocando, la de aumentar los requisitos actuales de verificación de antecedentes, la de cerrar las "lagunas" en las verificaciones de antecedentes cuando las armas se compran en ferias de armas o en línea, y la de cerrar el "oleoducto de armas ilegales" convirtiendo el tráfico de armas en un crimen federal, eran de "sentido común" y deberían contar con apoyo bipartisano.
En enero de 2016, Wyden fue uno de los dieciocho senadores que pidieron a la dirección del comité de apropiaciones que celebrara una audiencia sobre la financiación de la investigación de la violencia armada en los CDC y habló con otros senadores e investigadores demócratas que apoyan la financiación federal para la investigación de la prevención de la violencia armada.
En un ayuntamiento de marzo de 2018, Wyden respondió "Sí" cuando se le preguntó si tenía la intención de aprobar la prohibición de las culatas y los rifles de asalto. Wyden expresó su optimismo ante las posibilidades de aprobar legislación nacional sobre armas de fuego, señalando que la legislación aprobada en Florida tras el tiroteo de Stoneman Douglas High School era lo suficientemente fuerte como para justificar una demanda por parte de la NRA. En julio, Wyden confirmó que se había unido a otros senadores en la introducción de legislación destinada a garantizar que los traficantes de armas de fuego no participaran en ventas ilegales y a otorgar a la Oficina de Alcohol, Tabaco, Armas de Fuego y Explosivos mecanismos de aplicación claros. Wyden dijo que la violencia con armas de fuego "exige una acción real por parte del Congreso" y que la legislación "da un paso crítico en la dirección correcta, que hace mucho tiempo se necesitaba, responsabilizando a los traficantes de armas de fuego por las ventas ilegales, reduciendo el número de armas de fuego que caen en las manos equivocadas".
LGBT
A finales de 1995, Wyden se convirtió en el primer candidato al Senado de los Estados Unidos (y luego en Senador) en apoyar públicamente el matrimonio entre personas del mismo sexo. Fue uno de los 14 senadores que votaron en contra de la Ley de Defensa del Matrimonio en 1996, y ha votado en contra de la propuesta de Enmienda Federal al Matrimonio, que habría propuesto una enmienda a la Constitución para prohibir el reconocimiento de los matrimonios entre personas del mismo sexo. A pesar de someterse a pruebas antes de la cirugía de próstata programada dos días después, Wyden se presentó en la cámara del Senado en diciembre de 2010 para votar a favor de la Ley de Derogación de la ley Don't Ask, Don't Tell de 2010.
En mayo de 2017, Wyden fue uno de los 46 senadores que introdujeron la Ley de Igualdad de 2017, descrita por el diputado David Cicilline como la garantía de que "toda persona LGBT puede vivir su vida libre del miedo a la discriminación". Sobre todo, se trata de honrar los valores que han guiado a nuestra nación desde su fundación. Es crítico que el Congreso apruebe la Ley de Igualdad".
En octubre de 2018, Wyden fue uno de los veinte senadores que firmaron una carta al Secretario de Estado Mike Pompeo instando a Pompeo a revertir el retroceso de una política que concedía visas a las parejas del mismo sexo de diplomáticos LGBTQ que tenían matrimonios no reconocidos por sus países de origen, escribiendo que demasiados lugares alrededor del mundo han visto a individuos LGBTQ "sujetos a discriminación y violencia indecible, y reciben poca o ninguna protección de la ley o de las autoridades locales" y que el hecho de que los Estados Unidos se nieguen a permitir que los diplomáticos LGBTQ traigan a sus parejas a los Estados Unidos equivaldría a que los Estados Unidos defiendan "las políticas discriminatorias de muchos países alrededor del mundo".
Patriot Act
En 2006, Wyden fue uno de los 10 senadores que votaron en contra de la re-autorización de la Patriot Act. En 2011, con la proximidad de la expiración de la misma y con los esfuerzos por reautorizarla una vez más, Wyden y su colega, el senador de Oregon Jeff Merkley, criticaron duramente la prisa por aprobar la ley. Wyden declaró en la sala del Senado que "La Patriot Act fue aprobada hace una década durante un período de temor comprensible. Ahora es el momento de revisar esto, revisarlo y asegurar que se haga un mejor trabajo para lograr el equilibrio entre la lucha contra el terror y la protección de la libertad individual". Wyden y Merkley expresaron su especial preocupación por una disposición de la ley actual que permite a las autoridades policiales recopilar "una amplia gama de registros comerciales, correos electrónicos, números de teléfono e incluso ADN de cualquier persona que se considere "relevante" para una investigación". Wyden ofreció una enmienda para reformar la "disposición sobre registros comerciales" de la Ley Patriota, que considera que se utiliza de forma abusiva y secreta. En un discurso pronunciado en el Senado en mayo de 2011, Wyden criticó duramente el uso de la Ley Patriota, afirmando:

El hecho es que cualquiera puede leer el texto de la Ley, y sin embargo muchos miembros del Congreso no tienen idea de cómo la ley está siendo interpretada secretamente por el poder ejecutivo, porque esa interpretación es clasificada. Es casi como si hubiera dos Leyes Patrióticas, y muchos miembros del Congreso no han leído la que importa. Nuestros electores, por supuesto, están totalmente a oscuras. Los miembros del público no tienen acceso a las interpretaciones legales secretas, por lo que no tienen idea de lo que su gobierno cree que la ley realmente significa.
Ron Wyden

En una entrevista para el documental Dirty Wars: The World is a Battlefield, Wyden se le preguntó acerca de las revisiones legales y el alcance de los posibles asesinatos (o "asesinatos selectivos") de ciudadanos estadounidenses por parte de su gobierno, y respondió que "el pueblo estadounidense se sorprendería extraordinariamente si pudiera ver la diferencia entre lo que cree que dice una ley y cómo se ha interpretado en realidad en secreto", pero que "no se le permite" revelar la diferencia públicamente.
En febrero de 2019, Wyden fue uno de los treinta y ocho senadores que firmaron una carta al presidente de la Comisión Judicial del Senado, Lindsey Graham, pidiéndole que "celebrara una audiencia" sobre la verificación de antecedentes universales, y señaló la declaración de Graham en la prensa de que "tenía la intención de que la Comisión trabajara sobre la legislación de "tarjeta roja" y, potencialmente, también sobre la verificación de antecedentes, ambas acciones a las que los senadores indicaron su apoyo.
Idioma nacional
En junio de 2007, Wyden estaba entre la minoría de los demócratas que votaron a favor de declarar el inglés como idioma oficial de los Estados Unidos.
Mind Your Own Business Act
En octubre de 2019, propuso la ley The Mind Your Own Business Act para permitir a la FTC imponer sanciones a los infractores de la privacidad por primera vez de hasta el 4% de los ingresos anuales, similar al Reglamento Europeo GDPR.

## Historia Electoral
| Cámara de Representantes de los Estados Unidos, Tercer Distrito al Congreso por Oregón) |           |           |      |                   |               |               |
| Año                                                                                     | Ganador   | Partido   | %    | Oponente          | Partido       | %             |
| 1980                                                                                    | Ron Wyden | Demócrata | 71%  | Darrell R. Conger | Republicano   | 29%           |
| 1982                                                                                    | Ron Wyden | Demócrata | 78%  | Thomas H. Phelan  | Republicano   | 22%           |
| 1984                                                                                    | Ron Wyden | Demócrata | 72%  | Drew Davis        | Republicano   | 28%           |
| 1986                                                                                    | Ron Wyden | Demócrata | 85%  | Thomas H. Phelan  | Republicano   | 15%           |
| 1988                                                                                    | Ron Wyden | Demócrata | 100% | Sin Oposición     | Sin Oposición | Sin Oposición |
| 1990                                                                                    | Ron Wyden | Demócrata | 80%  | Phil Mooney       | Republicano   | 20%           |
| 1992                                                                                    | Ron Wyden | Demócrata | 77%  | Al Ritter         | Republicano   | 18%           |
| 1994                                                                                    | Ron Wyden | Demócrata | 72%  | Everett Hall      | Republicano   | 19%           |

| Senador por Oregon (Clase III)]] |           |           |     |               |             |     |
| Año                              | Ganador   | Partido   | %   | Oponente      | Partido     | %   |
| 1996                             | Ron Wyden | Demócrata | 48% | Gordon Smith  | Republicano | 46% |
| 1998                             | Ron Wyden | Demócrata | 61% | John Lim      | Republicano | 34% |
| 2004                             | Ron Wyden | Demócrata | 63% | Al King       | Republicano | 32% |
| 2010                             | Ron Wyden | Demócrata | 57% | Jim Huffman   | Republicano | 39% |
| 2016                             | Ron Wyden | Demócrata | 57% | Mark Callahan | Republicano | 33% |